# توني جاكوبس
توني جاكوبس (بالإنجليزية: Tony Jacobs)‏ هو لاعب كرة قاعدة أمريكي، ولد في 5 أغسطس 1925 في ديكسمور في الولايات المتحدة، وتوفي في 21 ديسمبر 1980 في ناشفيل في الولايات المتحدة.

## وصلات خارجية
- توني جاكوبس على موقعبيزبول رفرنس.كوم (الدوري الرئيسي) (الإنجليزية)
- توني جاكوبس على موقعبيزبول رفرنس.كوم (الدوري الثانوي) (الإنجليزية)